# 신관중학교
신관중학교(新冠中學校)는 대한민국 서울특별시 관악구 신림동에 있는 공립 중학교이다.

## 학교 연혁
- 1984년 1월 9일 : 신관중학교 설립 인가
- 1984년 3월 1일 : 초대 정화섭 교장 부임
- 1984년 3월 5일 : 제1회 입학식(813명 남 405명, 여 408명)
- 1987년 2월 13일 : 제1회 졸업식(804명 남 399명, 여 405명)
- 2010년 3월 1일 : 교과교실제 C형 운영 연구학교 운영(서울시교육청 지정)
- 2011년 2월 16일 : 다목적 강당(햇빛마루) 준공
- 2023년 1월 5일 : 제37회 졸업식(65명 남 37명, 여 28명) 총 11,222명
- 2023년 3월 1일 : 제13대 김명환 교장 취임
- 2023년 3월 2일 : 제40회 입학식(4학급 81명 남 45명, 여 36명)

## 참고 자료
- 신관중학교 - 한국교육학술정보원 학교알리미